# Вазелин
Вазелинът (на латински: Vaselinum, Paraffinum unguinosum, Petrolatum) е гъсто, мазно вещество с белезникав цвят без мирис и вкус. Получава се при преработката на нефт. Състои се от смес на минерално масло и твърди парафини. Топи се при 27 – 60 °C, вискозитетът му е 28 – 36 mm²/s при 50 °C. Разтваря се в етер и хлороформ, неразтворим е в спирт и вода, смесва се с всички масла, освен с рициново масло. Получава се от вакуум-дестилатни нефтени фракции, сгъстени с петролатум, парафин и церезин. Не се осапунва от разтвори на основи, не се окислява, не гранясва на въздуха.
В медицината и козметиката се използва широко като съставка на продукти, нанасяни върху кожата. При намазване вазелинът образува тънка, гъста и лепкава ципа, която предпазва подлежащите тъкани и повърхности от изсъхване и навлажняване. Използва се самостоятелно за защита на кожата от студ, вятър и слаби химикали (перилни и почистващи препарати).
В техниката вазелинът се използва като смазка и за импрегниране на хидроизолационни материали.
Въпреки широко разпространените шеги със сексуална тематика, вазелинът изобщо не е подходящ за лубрикант. Гъстата и лепкава ципа, която образува, само затруднява провеждането на половия акт. Тя увеличава триенето и потиска нормалната секреция на влагалищните жлези.

## История
Получен е през 1859 г. от родения в Лондон американски химик Робърт Чезбро. Отначало авторът на изобретението нарича новия продукт „нефтено желе“ (англ.: Petroleum Jelly). Това име обаче не привлича купувачи. Тогава Робърт решава да смени името на изобретението си на Vaseline, образувайки го от две думи: немската Wasser – вода и старогръцката ἔλαιον – маслинено масло. През 1872 г. той получава американски патент за производството на продукта, а през 1878 г. регистрира Vaseline като търговска марка. Понастоящем търговската марка Vaseline принадлежи на компанията Unilever, която под този бранд произвежда цяла редица други средства за грижа за кожата. Историята на Vaseline е един от случаите, когато търговската марка преминава в обща употреба като родово наименование на продуктова категория, което от правна гледна точка по правило води до прекратяване на нейната правна защита и отваря възможността за използването ѝ от всеки производител.